# Woiwodschaft Zamość

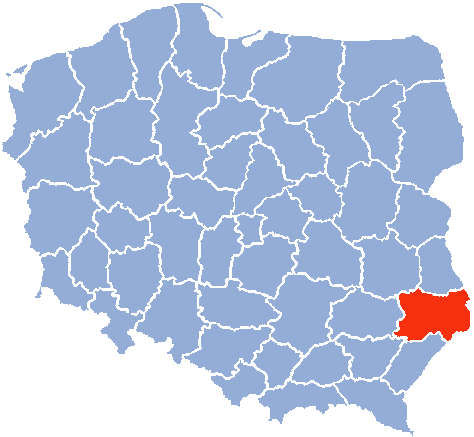
Lage der Woiwodschaft Zamość in politischer Karte

Die Woiwodschaft Zamość war in den Jahren 1975 bis 1998 eine polnische Verwaltungseinheit mit einer Fläche von 6980 km², die im Zuge einer Gebietsreform in der heutigen Woiwodschaft Lublin aufging. Ihre Hauptstadt war Zamość.
Bedeutende Städte waren (Einwohnerzahlen von 1995):
- Zamość (66.300)
- Biłgoraj (26.400)
- Tomaszów Lubelski (21.200)
- Hrubieszów (20.200)